# أوغستين زاراغوزا
أوغستين زاراغوزا (بالإسبانية: Agustín Zaragoza)‏ (مواليد 18 أغسطس 1941) هو ملاكم مكسيكي، مثّل بلاده في الألعاب الأولمبية الصيفية 1968 وحقق الميدالية البرونزية في فئة الوزن المتوسط.

## روابط خارجية
أوغستين زاراغوزا على موقع أوليمبيديا (الإنجليزية)